# Ongwediva College of Education
Das Ongwediva College of Education (OCE) war eine von vier Pädagogischen Hochschulen in Namibia und bot dreijährige Diplomkurse in Beruflicher Grundbildung auch für blinde Grundschul- und Gymnasiallehrer, das Basic Education Teacher Diploma (BETD) an.
Die Hochschule hatte ihren Sitz in der bei Oshakati gelegenen Stadt Ongwediva, sie wurde 1913 von finnischen Missionaren gegründet. Sie unterhielt außer Lehrräumen auch eine Hochschulbibliothek, ein Computer- und Kunstzentrum sowie Studentenwohnheime.
Mit Wirkung zum 1. April 2010 ging das College in der Fakultät für Erziehungswissenschaften der Universität von Namibia auf.

## Abteilungen
- Berufliche Fertigkeiten
- Mathematik und Handel
- Naturwissenschaften
- Praktische Fertigkeiten
- Sozialwissenschaften
- Sprachen

## Bekannte Absolventen
- Uahekua Herunga, ehemaliger Umwelt- und Tourismusminister